# Vault-de-Lugny
Vault-de-Lugny är en kommun i departementet Yonne i regionen Bourgogne-Franche-Comté i norra Frankrike. Kommunen ligger i kantonen Avallon som tillhör arrondissementet Avallon. År 2022 hade Vault-de-Lugny 269 invånare.

## Befolkningsutveckling
Antalet invånare i kommunen Vault-de-Lugny
| Referens: INSEE |